# Ancienne église de Souzy (Souzy-la-Briche)
L'ancienne église de Souzy est une église paroissiale catholique en ruines, située dans la commune française de Souzy-la-Briche et le département de l'Essonne.

## Historique
L'édifice date du XVe siècle.
Depuis un arrêté du 17 avril 1931, l'église est inscrite au titre des monuments historiques.

## Pour approfondir